# Dialetti svedesi

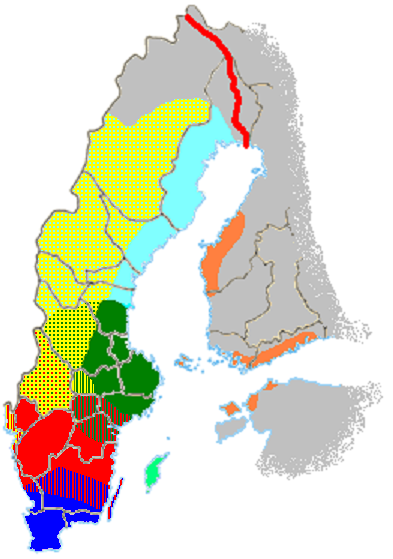
La cartina mostra le 6 principali famiglie di dialetti tradizionalmente parlati. L'estremo nord della Svezia parla lo svedese, mentre i dialetti svedesi in Estonia sono estinti

I dialetti svedesi possono essere categorizzati in dialetti tradizionali che non presentano particolari influenze provenienti dallo svedese standard e dialetti moderni che presentano diversi gradi di influenze provenienti dallo svedese standard.
La definizione tradizionale di un dialetto svedese è quella di una variante locale che non è stata influenzata pesantemente dalla lingua standard e della quale si può tracciare uno sviluppo separato fino ad arrivare all'antico nordico. Molti dialetti rurali autentici, come quelli di Orsa in Dalarna o Närpes in Ostrobotnia, hanno una fonetica e delle caratteristiche grammaticali molto diverse, come forme plurali nei verbi o arcaiche declinazioni. Questi dialetti possono essere quasi incomprensibili alla maggioranza degli svedesi e gran parte di coloro che li parlano sono fluenti anche in svedese standard. I diversi dialetti sono spesso così localizzati che sono limitati alle singole parrocchie e sono chiamati dai linguisti svedesi sockenmål (lett. "linguaggio delle parrocchie"). In genere sono separati in sei gruppi maggiori, con caratteristiche comuni di prosodia, grammatica e vocabolario:
- Sydsvenska mål (in blu scuro), tra cui lo Skånska
- Götamål (in rosso);
- Sveamål (in verde scuro)
- Norrländska mål (azzurro)
- Östsvenska mål (arancione), tra cui lo svedese di Finlandia
- Gotländska mål (verde chiaro)

Le aree tratteggiate e punteggiate rappresentano zone di transizione tra una forma dialettale e l'altra
Più in là si potranno trovare alcuni esempi di ognuno dei gruppi qui citati. Sebbene ogni esempio sia inteso come rappresentativo dei dialetti vicini, il numero reale di dialetti è di qualche centinaio se si considera separatamente ogni singola comunità.
Questa classificazione, comunque, si basa su una visione etnica e linguistica nazionalista piuttosto romanticizzata. L'idea che solo le varianti rurali dello svedese debbano essere considerate "autentiche" non è generalmente accettata dagli studiosi moderni. Nessun dialetto, non importa quanto remoto od oscuro, è rimasto invariato o indisturbato da minime influenze dei dialetti vicini o della lingua standard, specialmente dalla fine dell'Ottocento in poi con l'avvento dei mass media e delle forme avanzate di trasporto. Le differenze sono oggi descritte più accuratamente da una scala di valori che va dalla "lingua standard" al "dialetto rurale" dove il linguaggio anche della stessa persona può variare da un estremo all'altro dipendentemente dalla situazione. Tutti i dialetti svedesi con l'eccezione delle forme altamente divergenti del linguaggio in Dalarna, Norrbotten e, per certi versi, Gotland possono essere considerati parte di un comune continuum dialettale mutuamente intelligibile. Questo continuum può anche includere alcuni dialetti norvegesi e alcuni dialetti danesi.
Gli esempi di cui sotto sono offerti i collegamenti sono stati presi da SweDia, un progetto di ricerca sui dialetti svedesi moderni disponibile per il download (sebbene con informazioni solo in lingua svedese), con esempi diversi di più di 100 dialetti differenti con registrazioni di quattro parlanti; una donna anziana, un uomo anziano, una ragazza ed un ragazzo. I gruppi dialettali sono quelli tradizionalmente usati dai dialettologi.

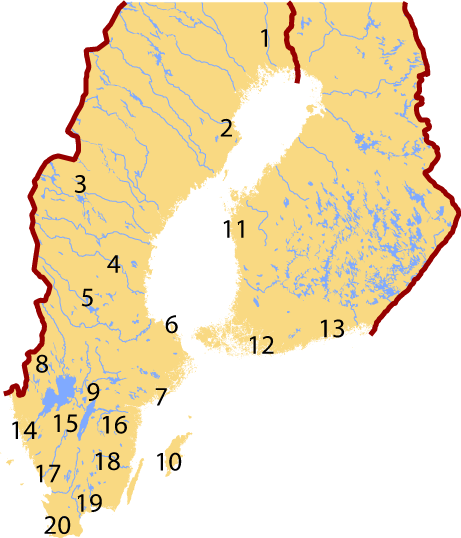
La mappa mostra la posizione dei diversi esempi di dialetti moderni

1. Överkalix, Norrbotten; giovane donna
2. Burträsk, Västerbotten; donna anziana
3. Aspås, Jämtland; giovane donna
4. Färila, Hälsingland; uomo anziano
5. Älvdalen, Dalarna; donna anziana
6. Gräsö, Uppland; uomo anziano
7. Sorunda, Södermanland; giovane ragazzo
8. Köla, Värmland giovane donna
9. Viby, Närke; uomo anziano
10. Sproge, Gotland; giovane donna
11. Närpes, Ostrobotnia (Finlandia); giovane donna
12. Dragsfjärd, Varsinais-Suomi (Finlandia); uomo anziano
13. Porvoo, Uusimaa orientale (Finlandia); giovane ragazzo
14. Orust, Bohuslän; uomo anziano
15. Floby, Västergötland; donna anziana
16. Rimforsa, Östergötland; donna anziana
17. Årstad-Heberg, Halland; giovane uomo
18. Stenberga, Småland; giovane donna
19. Jämshög, Blekinge; donna anziana
20. Bara, Scania; uomo anziano